# Municipio de Drywood (Misuri)
El municipio de Drywood (en inglés: Drywood Township) es un municipio ubicado en el condado de Vernon en el estado estadounidense de Misuri. En el año 2010 tenía una población de 1387 habitantes y una densidad poblacional de 11,31 personas por km².

## Geografía
El municipio de Drywood se encuentra ubicado en las coordenadas 37°42′1″N 94°19′28″O / 37.70028, -94.32444. Según la Oficina del Censo de los Estados Unidos, el municipio tiene una superficie total de 122.64 km², de la cual 122,36 km² corresponden a tierra firme y (0,23 %) 0,28 km² es agua.

## Demografía
Según el censo de 2010, había 1387 personas residiendo en el municipio de Drywood. La densidad de población era de 11,31 hab./km². De los 1387 habitantes, el municipio de Drywood estaba compuesto por el 97,12 % blancos, el 0,07 % eran afroamericanos, el 0,87 % eran amerindios, el 0,5 % eran de otras razas y el 1,44 % eran de una mezcla de razas. Del total de la población el 3,46 % eran hispanos o latinos de cualquier raza.